# Schliffkopf
Le Schliffkopf est une montagne du nord de la Forêt-Noire en Allemagne, sur la commune de Baiersbronn, dans l'arrondissement de Freudenstadt, près de Ottenhöfen et Oppenau. Son altitude est de 1 054 mètres et il se trouve le long de la Schwarzwaldhochstrasse (la route des crêtes de Forêt-Noire).

## Toponymie
Les mots qui composent son nom sont Schliff qui vient du verbe allemand schleifen (« aiguiser ») et de Kopf (« tête »), tant son sommet est aiguisé par les vents.

## Géographie
La région du Schliffkopf dans le Bade-Wurtemberg (en allemand Baden-Württemberg) se trouve à proximité de l'Alsace et de la vallée du Rhin. Elle est connue pour ses forêts et ses nappes d'eau souterraines. La rivière Acher et la rivière Murg ont leur source au Schliffkopf.

## Histoire
La tempête Lothar, dont les vents de force d'ouragan ont atteint 272 km/h, a lourdement atteint la région en 1999.

## Activités

### Tourisme
C'est le point de passage de nombreux chemins de randonnée et notamment le Sentier européen de grande randonnée. Le Westweg (littéralement le « chemin de l'ouest ») conduit les randonneurs de Pforzheim à Bâle sur 285 kilomètres (losange rouge foncé horizontal sur fond rectangle blanc) et forme un tronçon du parcours E1 qui va de la Suède à l'Italie.
À la fin de juin 2003, fut ouvert sur les lieux un parcours d'observation nommé le Lotharpfad. En parcourant ce sentier d'observation de 800 mètres de long, les visiteurs peuvent découvrir près de 10 hectares dévastés par la tempête. Ce parcours permet en outre de prendre conscience de la puissance de la nature, puissance de destruction, mais également puissance de renaissance.
Le Schliffkopf est un lieu prisé pour les vacances et la détente, en toutes saisons. Durant la montée depuis Achern, il est possible de voir de superbes paysages, l'hiver, y faire du ski (remontée mécanique à Untersmatt par exemple) et du ski de fond, et l'été, du nordic-walking, du vélo tout-terrain, des randonnées, etc.
C'est aussi l'emplacement d'un hôtel Wellness, Nature et Spa Resort, dont l'une des spécialités gastronomiques est le célèbre gâteau forêt-noire.

### Protection environnementale
Depuis 1938, la région est déclarée zone protégée de la nature.